# Tanzi-Bäri-Polka
Die Tanzi-Bäri-Polka ist eine Polka von Johann Strauss (Sohn) (op. 134). Das Werk wurde am 15. Juli 1853 im Wiener Volksgarten erstmals aufgeführt.